# Толчениково
Толчениково (укр. Товченикове) — село,
Бобинский сельский совет,
Путивльский район,
Сумская область,
Украина.
Код КОАТУУ — 5923880406. Население по переписи 2001 года составляло 6 человек .

## Географическое положение
Село Толчениково находится на расстоянии в 1 км от города Путивль и сёл Сыромятниково и Бобино.
Рядом проходит автомобильная дорога Т-1908.